# جورج شايفلير
جورج فريدريش ويلهلم شايفلر (Georg Friedrich Wilhelm Schaeffler) (ولد في 19 أكتوبر 1964 في إرلانجن) هو رجل أعمال ألماني و مالك لعدة شركات.

## أصله
شايفلر هو ابن رجال الأعمال جورج شايفلر وماريا اليزابيث شايفلر.

## بداياته
بعد التخرج في عام 1984 في هيرتزوجينوراش كان جنديا مؤقتا في الجيش الألماني (ملازم احتياط القوات الجوية). ثم درس إدارة الأعمال في جامعة سانت غالن من 1986 حتي 1990 مع درجة في إدارة الأعمال.
من عام 1990، عمل جورج ف. دبليو شايفلر في مناصب مختلفة في مجموعة شايفلر في ألمانيا والولايات المتحدة الأمريكية. في عام 1996، توفي الأب جورج شايفلر، الذي أسس الشركة في عام 1946، في سن ال 79. من عام 1996، درس القانون في كلية القانون في دورهام بولاية نورث كارولينا، وتخرج في عام 1999 دكتور مهنية (مع مرتبة الشرف) ودرجة الماجستير في القانون في القانون الدولي والمقارن. عمل من 2000 إلى 2006 كمحام تجاري في مكتب محاماة هاينز وبون في دالاس.
في السنوات الأخيرة، قال انه يشارك بشكل متزايد في مجموعة شايفلر، حيث يحمل كمساهم 80 في المئة.

## الحياة الشخصية
شافلر مطلق مرة واحدة وأب لأربعة أبناء. وهو يعيش في الولايات المتحدة الأمريكية.

## ممتلكاته
جورج شايفلر هو واحد من أغنياء الألمان و36 الأغنى في العالم. وبفضل ثروة تقدر بحوالي 26.9 مليار دولار أمريكي، يحتل المرتبة 21 في قائمة فوربس لأغنى الناس في العالم لعام 2015 (2014، بلغت ثروته 14 مليار دولار أمريكي في المرتبة 80).